# Merogomphus longistigma
Merogomphus longistigma är en trollsländeart som först beskrevs av Fraser 1922.  Merogomphus longistigma ingår i släktet Merogomphus och familjen flodtrollsländor. IUCN kategoriserar arten globalt som otillräckligt studerad. Inga underarter finns listade i Catalogue of Life.